# Marc'Antonio Pagani
Marc'Antonio Pagani o Marcantonio Pagani, o Marco Antonio Pagano, latinizzato in Marcus Antonius Paganus, noto anche come Marco Antonio Pagani da Forlì (Forlì, 1515 – Foligno, 1585) è stato un francescano, filosofo e teologo italiano.

## Biografia
Nato a Forlì, Marc'Antonio Pagani fu un frate minore conventuale. Fu anche membro dell'Accademia dei Filergiti di Forlì e dell'Accademia della Fama di Venezia.
Molto interessato agli studi, approfondì soprattutto la filosofia naturale e la teologia naturale.
Si dedicò anche alla poesia, scrivendo Epitalamij, Trofei, e varie altre Poesie in lode della beatissima Vergine.
Insegnò a Treviso, a Venezia e a Padova. Fu Visitatore Apostolico in Liguria, Piemonte, Monferrato e Lombardia; Inquisitore di Adria e di Rovigo; Provinciale di Genova, di Bologna, di Tracia e di Danimarca. Gli venne attribuito il titolo di Padre dell'Ordine.
Fu chiamato come teologo al Concilio di Trento, dove tenne una Oratio de reformatione Ecclesiae.
Lasciò anche un testo De purgatorio, et indulgentiis.
Amico di papa Sisto V, ne fu chiamato a Roma. Morì, durante il viaggio, a Foligno.
Sia a Forlì, nella oggi scomparsa Chiesa di San Francesco Grande, sia a Foligno, dettata da fra Pietro Ridolfi, gli dedicarono un'iscrizione celebrativa in marmo.

## Opere
- Summa triumphorum pro perfecta reformatione hominis interioris, Varisci, Venezia 1539.
- Speculum veri Christiani, Venezia 1540.
- Oratio de miserii sui temporis ab haeresi, bellis, devastationibus etc. dicata Francisco Gonzagae, Bolognino Zaltieri, Venezia (?).
- De ordine, iurisdictione et residentia episcoporum, Zaltieri, Venezia 1570.
- Tractatus de poenitentia, Zaltieri, Venezia (?).
- Discorso generale sopra la legge canonica, Zaltieri, Venezia 1571.

Opere postume:
- Examen conscientiae pro poenitentibus, Somacci, Venezia 1587.
- Regole della Confraternità della Croce, Nicolino, Venezia 1597.